# Campionati del mondo di ciclismo su strada 2003

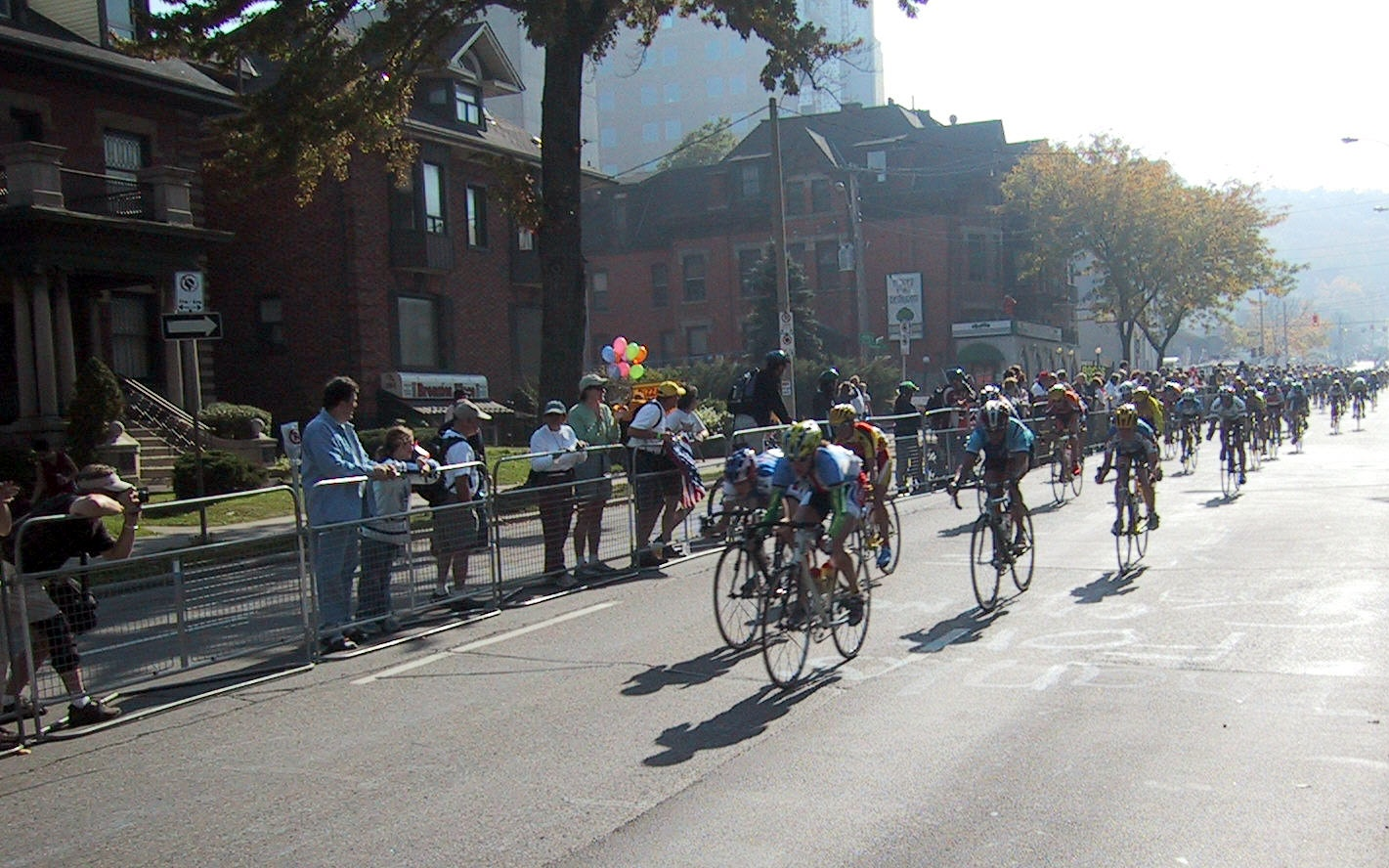
Alcuni corridori durante una prova maschile

I Campionati del mondo di ciclismo su strada 2003 si disputarono in un boulevard a Hamilton, in Canada, tra il 7 ed il 12 ottobre 2003.
David Millar venne in seguito squalificato per due anni e privato della medaglia d'oro della cronometro dalla British Cycling Federation per aver assunto EPO. In seguito alla squalifica, l'UCI dichiarò Michael Rogers vincitore, assegnando la medaglia d'argento a Uwe Peschel ed il bronzo a Michael Rich.

## Eventi

### Cronometro individuali
Martedì 7 ottobre
- Donne Juniores – 15,400 km
- Uomini Under 23 – 30,800 km

Mercoledì 8 ottobre
- Uomini Junior – 20,800 km
- Donne Elite – 20,800 km

Giovedì 9 ottobre
- Uomini Elite – 41,600 km

### Corse in linea
Venerdì 10 ottobre
- Donne Junior – 74,400 km
- Uomini Under 23 – 173,600 km

Sabato 11 ottobre
- Uomini Junior – 124,000 km
- Donne Elite – 124,000 km

Domenica 12 ottobre
- Uomini Elite – 260,400 km

## Medagliere
| Pos.   | Nazione       | Oro | Argento | Bronzo | Totale |
| ------ | ------------- | --- | ------- | ------ | ------ |
| 1      | Paesi Bassi   | 2   | 3       | 2      | 7      |
| 2      | Germania      | 2   | 2       | 2      | 6      |
| 3      | Spagna        | 2   | 1       | 0      | 3      |
| 4      | Russia        | 1   | 1       | 2      | 4      |
| 5      | Svezia        | 1   | 0       | 1      | 2      |
| 6      | Nuova Zelanda | 1   | 0       | 0      | 1      |
| 6      | Australia     | 1   | 0       | 0      | 1      |
| 8      | Belgio        | 0   | 1       | 1      | 2      |
| 9      | Danimarca     | 0   | 1       | 0      | 1      |
| 9      | Ucraina       | 0   | 1       | 0      | 1      |
| 11     | Rep. Ceca     | 0   | 0       | 1      | 1      |
| 12     | Regno Unito   | 0   | 0       | 1      | 1      |
| Totale | Totale        | 10  | 10      | 10     | 30     |

## Sommario degli eventi
| Eventi                 | Oro                        | Tempo    | Argento                      | Tempo | Bronzo                      | Tempo |
| Uomini Elite           |                            |          |                              |       |                             |       |
| Gara in linea dettagli | Igor Astarloa Spagna       | 6h30'19" | Alejandro Valverde Spagna    | a 5"  | Peter van Petegem Belgio    | s.t.  |
| Cronometro dettagli    | Michael Rogers Australia   | 52'42"   | Uwe Peschel Germania         | s.t.  | Michael Rich Germania       | a 10" |
| Uomini Under-23        |                            |          |                              |       |                             |       |
| Gara in linea dettagli | Sergej Lagutin Uzbekistan  | 4h14'05" | Johan Van Summeren Belgio    | s.t.  | Thomas Dekker Paesi Bassi   | s.t.  |
| Cronometro dettagli    | Markus Fothen Germania     | 38'35"   | Niels Scheuneman Paesi Bassi | a 18" | Alexandr Bespalov Russia    | a 21" |
| Uomini Juniors         |                            |          |                              |       |                             |       |
| Gara in linea dettagli | Kai Reus Paesi Bassi       | 3h01'30" | Anders Lund Danimarca        | a 14" | Lukaz Fus Rep. Ceca         | s.t.  |
| Cronometro dettagli    | Michail Ignat'ev Russia    | 27'01"   | Dmytro Hrabovs'kyj Ucraina   | a 21" | Viktor Renäng Svezia        | a 22" |
| Donne Elite            |                            |          |                              |       |                             |       |
| Gara in linea dettagli | Susanne Ljungskog Svezia   | 3h16'06" | Mirjam Melchers Paesi Bassi  | a 10" | Nicole Cooke Regno Unito    | a 12" |
| Cronometro dettagli    | Joane Somarriba Spagna     | 28'23"   | Judith Arndt Germania        | a 11" | Zulfia Zabirova Russia      | a 26" |
| Donne Juniors          |                            |          |                              |       |                             |       |
| Gara in linea dettagli | Loes Markerink Paesi Bassi | 2h05'39" | Irina Tolmacheva Russia      | s.t.  | Sabine Fischer Germania     | s.t.  |
| Cronometro dettagli    | Bianca Knöpfle Germania    | 22'17"   | Loes Markerink Paesi Bassi   | a 16" | Iris Slappendel Paesi Bassi | a 30" |